# 무역 전쟁
무역 전쟁은 극단적인 보호주의로 인해 발생하는 경제전으로, 국가들이 서로에 대한 보복으로 관세를 인상하거나 새로운 무역장벽을 설정하는 상황을 의미한다. 만약 관세가 유일한 수단이라면, 이러한 갈등을 관세 전쟁(customs wars, tariff war)이라고 하기도 한다. 무역 전쟁은 국가 간 경쟁적 보호주의 조치가 동일한 유형일 때만 발생하며, 덤핑 수출의 경우에는 해당되지 않는다. 보호주의 강화는 두 국가의 생산 구조를 자급자족 상태에 가깝게 변화시킨다. 경미한 무역 갈등은 전쟁이라는 표현이 과장될 경우 "무역 분쟁(trade disputes)"으로 불린다.
무역 전쟁은 국가 간의 전면적 갈등으로 확대될 수도 있으며, 반다 섬 학살(Massacre of the Bandanese)은 새로운 조약 위반 혐의로 인한 분쟁의 사례이다. 제1차 영국-네덜란드 전쟁은 무역을 둘러싼 분쟁으로 인해 발생했으며, 영국이 네덜란드 상선들을 공격하면서 시작되었으나 이후 대규모 함대전으로 확산되었다. 제2차 영국-네덜란드 전쟁(Second Anglo-Dutch War)은 해상 및 무역로의 지배권을 두고 벌어졌으며, 당시 유럽 상업 경쟁이 치열한 가운데 영국은 네덜란드의 무역 지배를 끝내려 했다. 제4차 영국-네덜란드 전쟁은 영국과 네덜란드 간의 무역 합법성과 그 수행 방식에 대한 의견 차이에서 비롯되었다. 시모노세키 전쟁는 막부의 개방 정책으로 인한 혼란 속에서 발생했다. 제1차 아편전쟁은 청나라 정부가 항구를 봉쇄하고 아편 밀수품을 압수하며 영국 상인들을 억류한 사건에서 비롯되었으며, 이에 대한 대응으로 영국 해군이 중국으로 파견되어 구룡 전투(Battle of Kowloon)에서 중국 해군과 교전하게 되었다. 제1차 아편전쟁은 결국 영국이 홍콩을 식민지로 만드는 결과를 낳았으며, 이후 같은 원인으로 인해 발생한 제2차 아편전쟁은 홍콩 내 영국 영토를 확장시키는 계기가 되었다.

## 분쟁 해결 방안
- 타협(Compromis)
- 경제 통합
  - 유럽 경제 공동체, 유럽 연합의 전신
  - EU-영국 무역 및 협력 협정(EU–UK Trade and Cooperation Agreement) (브렉시트 이후)
- 자유 무역 협정(FTA)
  - 자유무역지역(Free-trade areas)
  - 다자간 자유무역협정 목록(List of multilateral free-trade agreements)
- 관세 무역 일반 협정(GATT) (1947년~현재; 1994년~1995년 WTO 설립으로 수정)
- 세계무역기구(WTO), 1990년대에 역효과를 내는 관세 전쟁을 피하기 위해 만들어진 국제 기구
  - WTO 분쟁 해결 기구
- 국제 투자 분쟁 해결 센터
- 투자자 국가 분쟁 해결
- 무역 및 투자 기본 협정(Trade and Investment Framework Agreement)
- 무역 관련 지식재산권에 관한 협정 (TRIPS 협정)
- 유엔 국제 무역법 위원회

## 무역 전쟁 또는 무역 분쟁 목록

### 20세기 이전
- 영국-스페인 전쟁 (1568-1807)
- 영국-프랑스 전쟁 (1100~1815)
- 영국-네덜란드 전쟁 (1652~1784)
- 아편전쟁 (1839~1860)
- 비잔틴-불가리아 전쟁 (894-896)

### 20세기
- 한일 분쟁 (1876-1945)
- 바나나 전쟁 (1898–1934)
- 돼지 전쟁(1906-1908)(Pig War (1906–1908)), 세르비아 왕국과 오스트리아-헝가리 사이의 무역 전쟁
- Smoot–Hawley Tariff Act (1930년)은 보호무역 정책을 시행하는 미국의 법률
- 영국-아일랜드 무역 전쟁(Anglo-Irish trade war) (1932-1938)
- Chicken War (1960년대), 미국 대 유럽 경제 공동체

### 21세기
- 우유 전쟁 (2009)
- 희토류 무역 분쟁 (2012~2015)
- 러시아의 우크라이나 상품 금수조치 (2013년~현재)
- 호주-중국 무역 전쟁(Australia–China trade war) (2017/18/21?~24?)
- 트럼프 1기 행정부 관세(First Trump tariffs) (2018년 미국-캐나다 무역 분쟁)
- 일본-한국 무역 분쟁 (2019-2023)
- 중국-미국 무역 전쟁 (2018년~현재)
- 트럼프 2기 행정부 관세 (2025년~현재)
  - 2025년 미국, 캐나다 및 멕시코와의 무역전쟁(2025 United States trade war with Canada and Mexico) (2025년~현재)

## 같이 보기
- 무역수지
- 통화전쟁
- 경제 제재
- 경제전
- 무역장벽
- 물 분쟁